# Wędzidełko języka
Wędzidełko języka (łac. frenulum linguae) – w anatomii człowieka fałd błony śluzowej przebiegający w linii pośrodkowej dolnej powierzchni języka, pomiędzy oboma mięskami podjęzykowymi.  Wędzidełko łączy język z dnem jamy ustnej, ograniczając jego ruchy ku tyłowi.